# 蒂坎德萊克 (明尼蘇達州)
蒂坎德萊克（英語：Tikander Lake）是位於美國明尼蘇達州聖路易斯縣的一個未組織地區。

## 地方資料
蒂坎德萊克的面積為94.10平方千米，當中陸地面積為90.60平方千米，而水域面積為3.50平方千米。根據2000年美國人口普查的數據，當地共有人口783人，而人口密度為每平方千米8.32人。